# Listă de filme australiene din 2014
Aceasta este o listă de filme australiene din 2014:

## Lista
| Titlu                | Regizor                         | Actori                                                                                                  | Gen             | Note                                                                       | Premiera     |
| -------------------- | ------------------------------- | --- | --------------- | -------------------------------------------------------------------------- | ------------ |
| 52 Tuesdays          | Sophie Hyde                     | Tilda Cobham-Hervey, Del Herbert-Jane, Mario Späte, Beau Travis Williams                                | Drama           | Vendetta Films                                                             | 01 mai       |
| The Babadook         | Jennifer Kent                   | Essie Davis, Noah Wieseman, Daniel Henshall, Barbara West, Benjamin Winspear                            | Horror          | Umbrella Entertainment                                                     | 22 mai       |
| Fat Pizza vs. Housos | Paul Fenech                     | Elle Dawe, Jabba, Tahir Bilgiç, Angry Anderson                                                          | Comedy          | Transmission Films                                                         | 27 noiembrie |
| Fixed                | Codey Wilson and Burleigh Smith | Amara Harnisch, Paul Treasure                                                                           | Comedy          | Tropfest                                                                   | 07 decembrie |
| Healing              | Craig Monahan                   | Hugo Weaving, Robert Taylor, Xavier Samuel, Justin Clarke, Laura Brent                                  | Drama           | Screen Australia                                                           | 08 mai       |
| I, Frankenstein      | Stuart Beattie                  | Aaron Eckhart, Bill Nighy, Yvonne Strahovski, Miranda Otto, Socratis Otto, Jai Courtney, Kevin Grevioux | Action          | Lions Gate Entertainment Bazat pe un roman omonim de Kevin Grevioux        | 20 martie    |
| Kill Me Three Times  | Kriv Stenders                   | Simon Pegg, Luke Hemsworth, Callan Mulvey                                                               | Action Thriller | Screen Australia                                                           | 28 noiembrie |
| My Mistress          | Stephen Lance                   | Emmanuelle Beart, Harrison Gilbertson, Rachel Blake, Socratis Otto                                      | Drama           | Transmission Films                                                         | 06 noiembrie |
| The Mule             | Angus Sampson                   | Hugo Weaving, Angus Sampson, Leigh Whannell, Ewen Leslie                                                | Drama           | XLrator Media                                                              | 21 noiembrie |
| Predestination       | Spierig brothers                | Ethan Hawke, Sarah Snook, Noah Taylor                                                                   | Thriller        | Screen Australia Bazat pe povestirea All You Zombies de Robert A. Heinlein | 28 august    |
| The Rover            | David Michôd                    | Guy Pearce, Robert Pattinson, Scoot McNairy, Gillian Jones                                              | Drama           | Village Roadshow                                                           | 12 iunie     |
| Son of a Gun         | Julius Avery                    | Ewan McGregor, Brenton Thwaites, Alicia Vikander                                                        | Thriller        | Hopscotch Films                                                            | 16 octombrie |
| The Water Diviner    | Russell Crowe                   | Russell Crowe, Jai Courtney, Jacqueline McKenzie                                                        | Drama           | Entertainment One                                                          | 26 decembrie |
| Wolf Creek 2         | Greg McLean                     | John Jarratt, Ryan Corr, Shane Connor, Shannon Ashlyn                                                   | Horror          | Sequel al filmului Wolf Creek (2005) Roadshow Entertainment                | 20 februarie |
| Wyrmwood             | Kiah Roache-Turner              | Jay Gallagher, Bianca Bradey, Leon Burchill                                                             | Horror          |                                                                            |              |